# 24 Sextantis c
24 Sextantis c (en abrégé 24 Sex c) est une planète extrasolaire (exoplanète) confirmée en orbite autour de l'étoile 24 Sextantis, une sous-géante (classe de luminosité IV) jaune-orange (type spectral G ou K) située une distance d'environ 253 ± 7 années-lumière (77 ± 2 parsecs) du Soleil, dans la direction de la constellation équatoriale du Sextant.
Sa découverte par la méthode des vitesses radiales a été annoncée en 2010.